# Kościół San Marco al Molo
Kościół San Marco al Molo (pol. Kościół św. Marka w [dzielnicy] Molo) – rzymskokatolicki kościół w Genui. Jest kościołem parafialnym w parafii pod tym samym wezwaniem, wchodzącej w skład dekanatu Centro Est, który administracyjnie należy do Archidiecezji Genui.

## Historia

### Pierwotny kościół

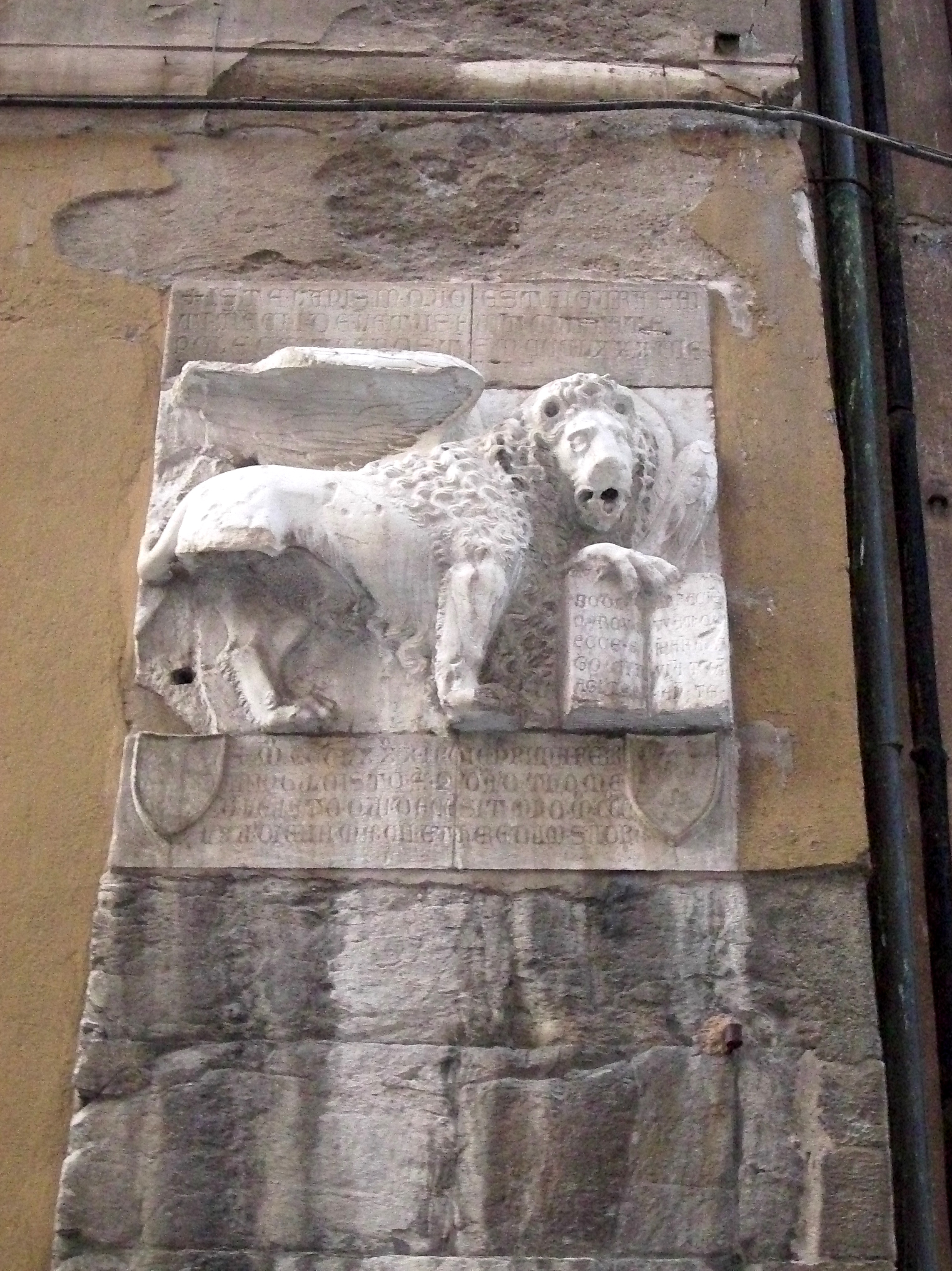
Płaskorzeźba Lew św. Marka

Kościół pod wezwaniem św. Marka Ewangelisty położony jest w najstarszej części genueńskiego portu, w pobliżu pierwszego mola, archeologicznie udokumentowanego, murowanego obiektu portowego z początku XII wieku. Kościół został zbudowany za czasów arcybiskupa Ugone della Volta (1163-1188), przypuszczalnie na prośbę robotników portowych. Według dokumentu, pochodzącego ze stycznia 1173 roku, konsulowie Genui przyznali zezwolenie „sito et licentia” niejakiemu Striggiaporco, synowi Giovanniego Nepitelli, w celu wybudowania kościoła. Budowę, rozpoczętą jeszcze w tym samym roku, ukończono w 1177 roku. Arcybiskup Ugone della Volta wkrótce nadał lokalnej społeczności status parafii, a jego następca, arcybiskup Bonifacio, w 1189 roku konsekrował świątynię. Kościół był ostatnim miejscem modlitwy dla skazanych na śmierć, których egzekucje wykonywano na końcu mola, w zbudowanym w XIII wieku i zachowanym do dziś budynku, zwanym Casa del Boia.
Fasada pierwotnego kościoła wychodziła na zachód, w kierunku otwartego morza. Jednak już w drugiej połowie XIII wieku przesunięcie kierunku ruchu portowego na zachód, stopniowe zamulanie pierwszego, średniowiecznego portu oraz rozwój urbanistyczny obszaru, na którym kościół powstał, zadecydowały o jego dodatkowej roli, jako kościoła żeglarzy.
W XIV wieku rektorem kościoła był Giovanni da Carignano, pierwszy genueński kartograf, o którym zachowały się wiadomości. W 1440 roku w kościele przeprowadzono pewne prace restauracyjne.
W 1510 roku kościół powiększono o jedno przęsło, aby zapewnić uczestnictwo w liturgii rosnącej liczbie wiernych. Kilka lat później, po wybudowaniu fortyfikacji na morzu, z których najważniejszą była Porta del Molo, zaprojektowana przez Alessiego, orientacja kościoła uległa odwróceniu, a jego bryłę poddano istotnym modyfikacjom.

### Obecny kościół
W 1594 roku kościół został powiększony i otrzymał nową fasadę. Kolejne przebudowy, z 1646 (otynkowanie ścian i zbudowanie nowych, barokowych ołtarzy) i z 1736 roku doprowadziły do przekształcenia kościoła w obiekt barokowy.

#### Zniszczenia II wojny światowej i odbudowa
Eksplozje, które miały miejsce w porcie w czasie II wojny światowej, spowodowały poważne uszkodzenia kościoła. Szkody dodatkowo pogłębiło działanie wilgoci. W latach 1947–1948 przeprowadzono prace restauracyjne, mające na celu przywrócenie średniowiecznej fasady. Dokonano również naprawy murów obwodowych oraz dachów. We wnętrzu, po usunięciu tynku, który ukrywał kamienne okładziny kolumn, kapiteli i łuków, znaleziono również podstawę wieży na skrzyżowaniu naw, rozebranej w bliżej nieokreślonym czasie. Odkrycie śladów fundamentów pierwotnej, centralnej apsydy, po stronie, gdzie obecnie znajduje się wejście, doprowadziło do odkrycia, że orientacja budynku została odwrócona. Dwie mniejsze apsydy, wcześniej ukryte, zostały przywrócone do pierwotnego stanu, na planie kwadratu, z kolebkowymi sklepieniami.

## Architektura
Kościół mieści się w części parterowej większego budynku, na wyższych kondygnacjach którego znajdują się mieszkania. W ścianie bocznej znajduje się wejście i dwa okna. Z pierwotnej, romańskiej, trzynawowej konstrukcji, zorientowanej w przeciwnym kierunku niż obecnie, z wejściem pokrywającym się z obecną apsydą, zachowały się jedynie kamienne fragmenty. Na zewnętrznej ścianie znajduje się tablica z płaskorzeźbą przedstawiającą lwa św. Marka, zabraną w 1380 roku z miasta Pola, po splądrowaniu go przez Genueńczyków.

## Wnętrze
Z epoki baroku zachowały się cenne ołtarze i rzeźby, wśród których na uwagę zasługuje marmurowa grupa Madonna i święci Nazariusz i Celsus, zrealizowana w 1734 roku przez Francesca Marię Schiaffino dla Compagnia dell'Arte degli Stoppieri. Inne obrazy to: Męczeństwo św. Barbary Domenica Fiaselli z 1622 roku, Święci Augustyn i Klara Antonia Giolfiego, Mistyczne zaślubiny św. Katarzyny Orazia De Ferrari z okolo 1630 roku oraz Dusze w czyśćcu, Giulia Bensa z XVII wieku. Przy ścianie wejściowej, znajduje się Wniebowzięta, drewniana rzeźba dłuta Antona Marii Maragliano z 1736 roku.

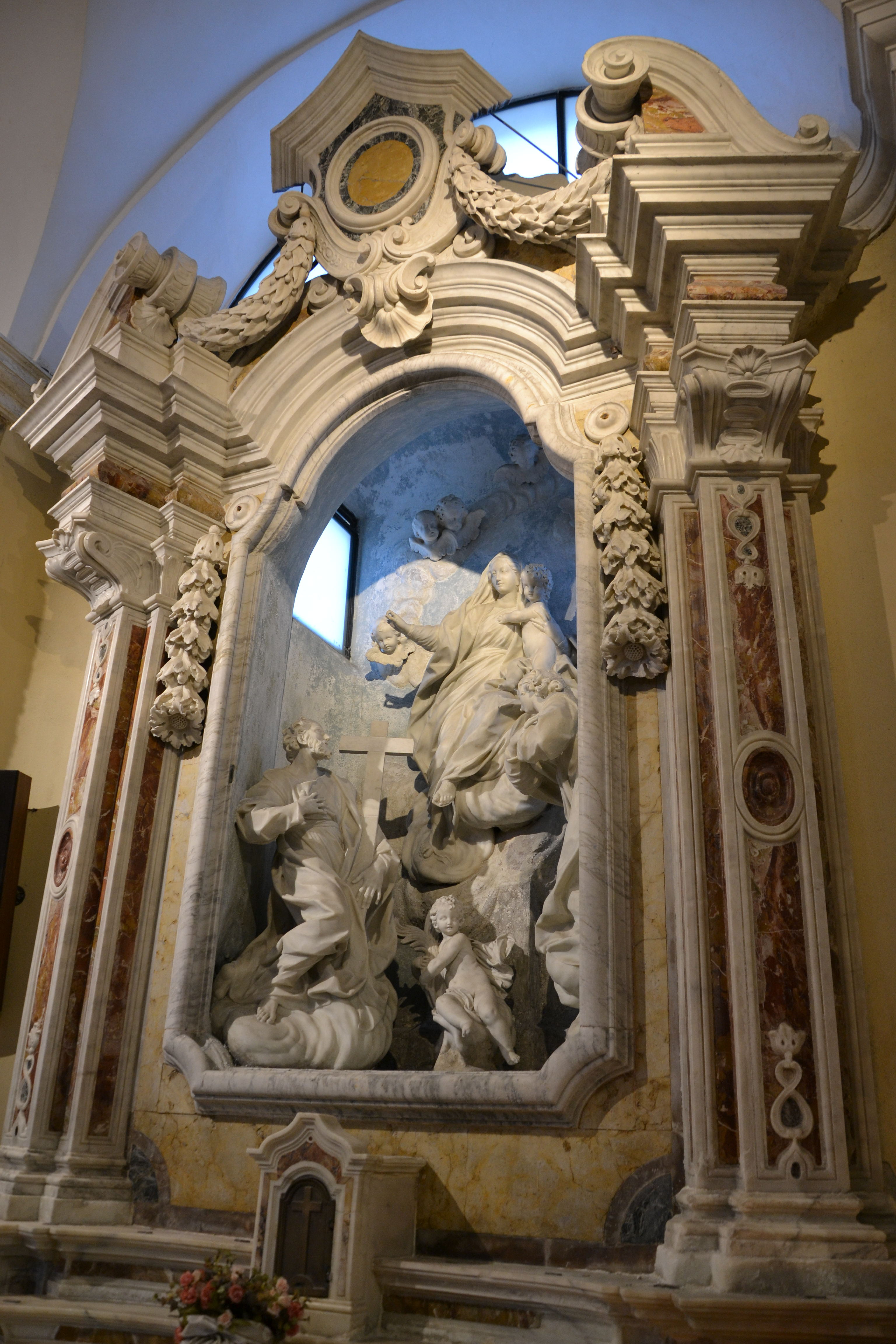
Francesco Maria Schiaffino, Madonna i święci Nazariusz i Celsus (1734)
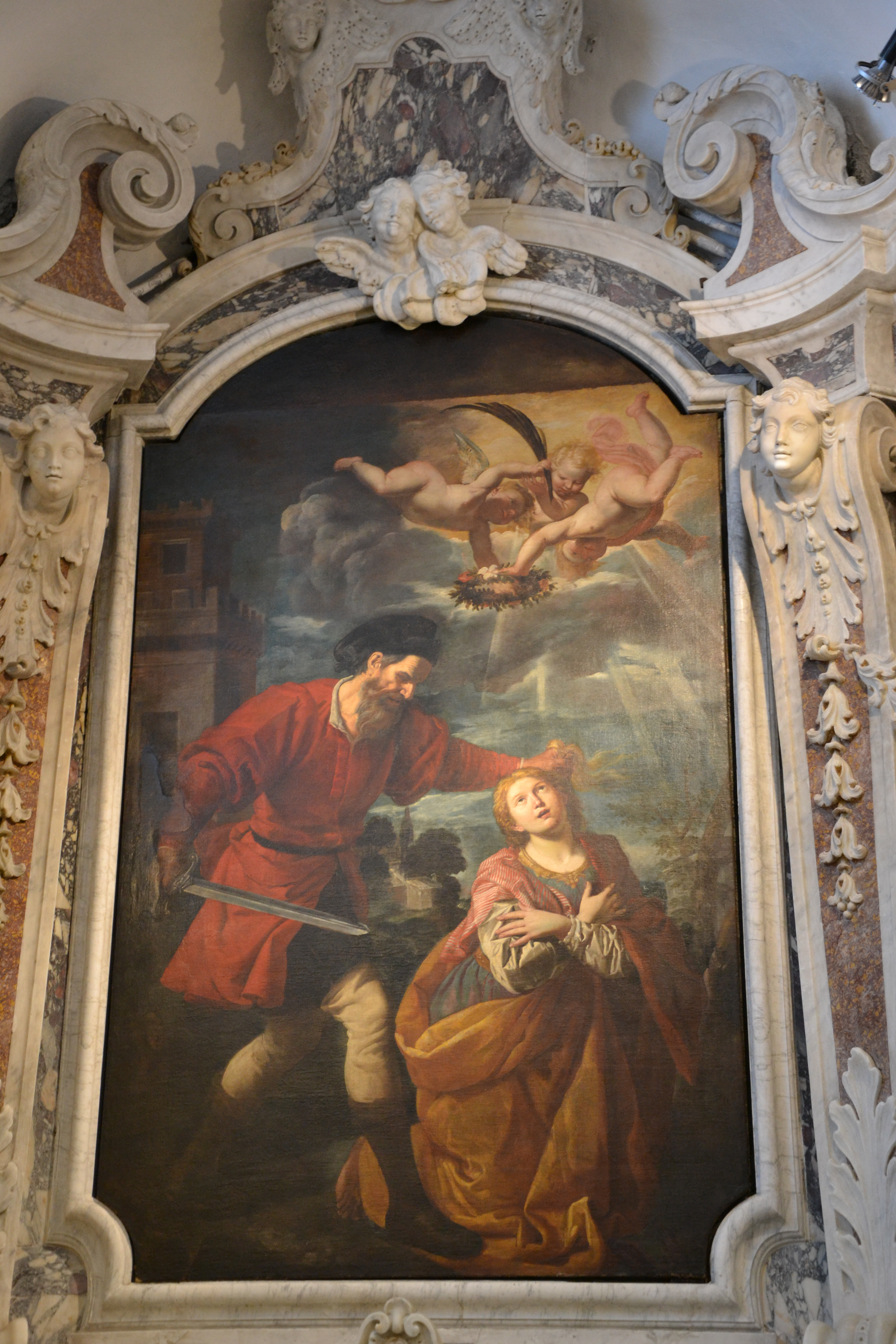
Domenico Fiasella, Męczeństwo św. Barbary (1622)
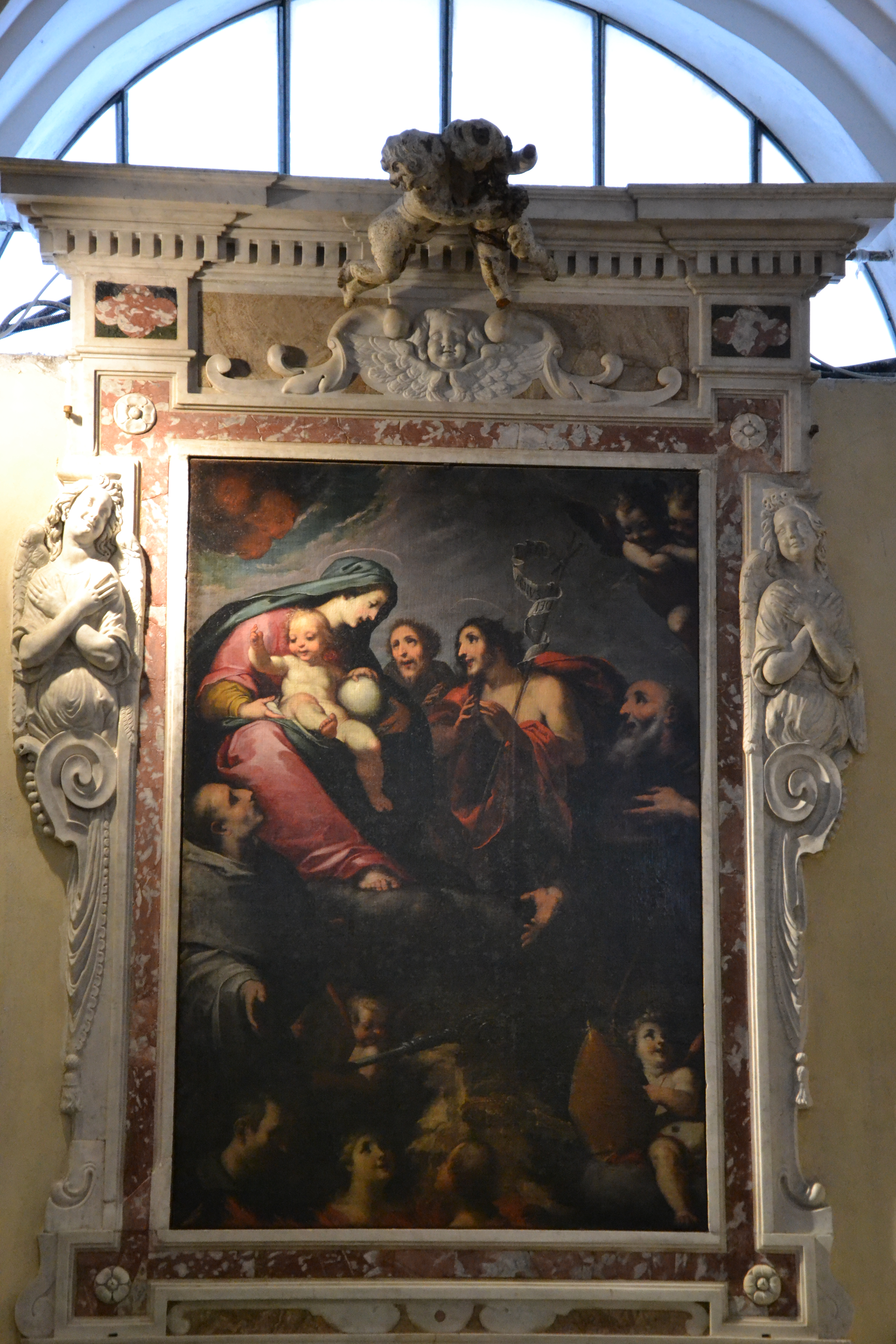
Giulio Benso, Dusze w czyśćcu (XVII w.)